# Le Lion-d'Angers
Le Lion-d'Angers là một xã thuộc tỉnh Maine-et-Loire trong vùng Pays de la Loire phía tây nước Pháp. Xã này nằm ở khu vực có độ cao trung bình 13 mét trên mực nước biển.
Sông Oudon tạo thành một phần ranh giới phía nam xã trước khi chảy vào sông Mayenne, sông tạo thành ranh giới phía đông thị trấn.

## Tham khảo

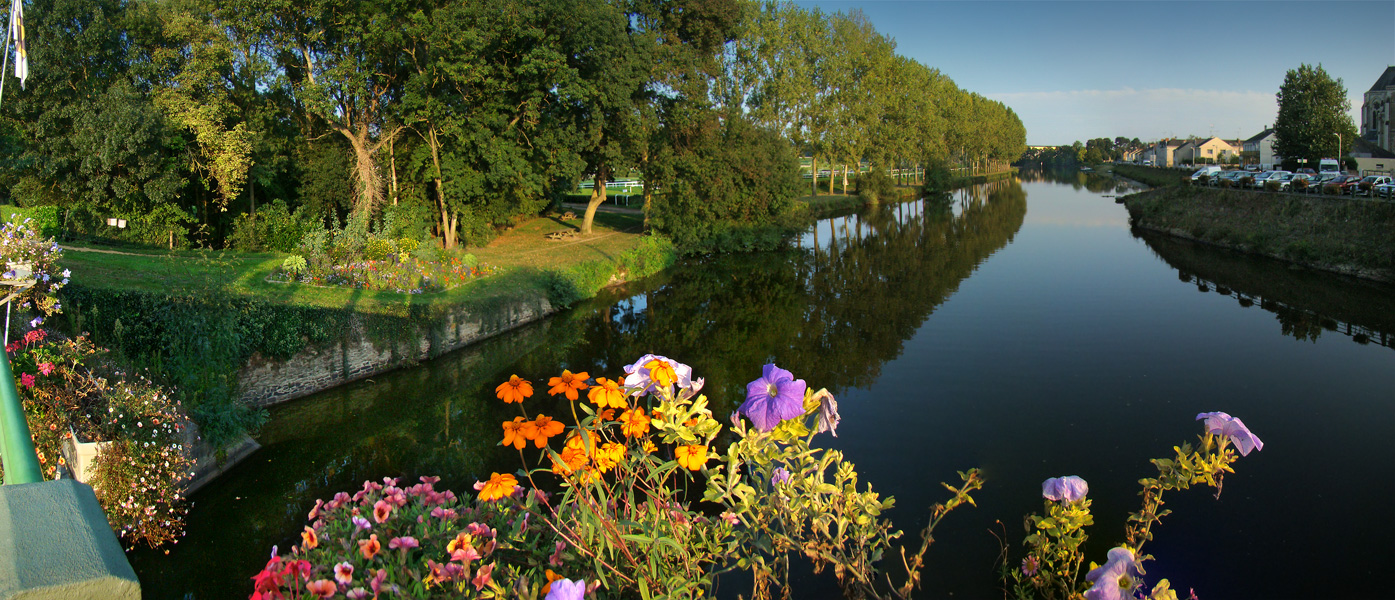
Sunset on the Oudon